# Tablilla de Ninnío

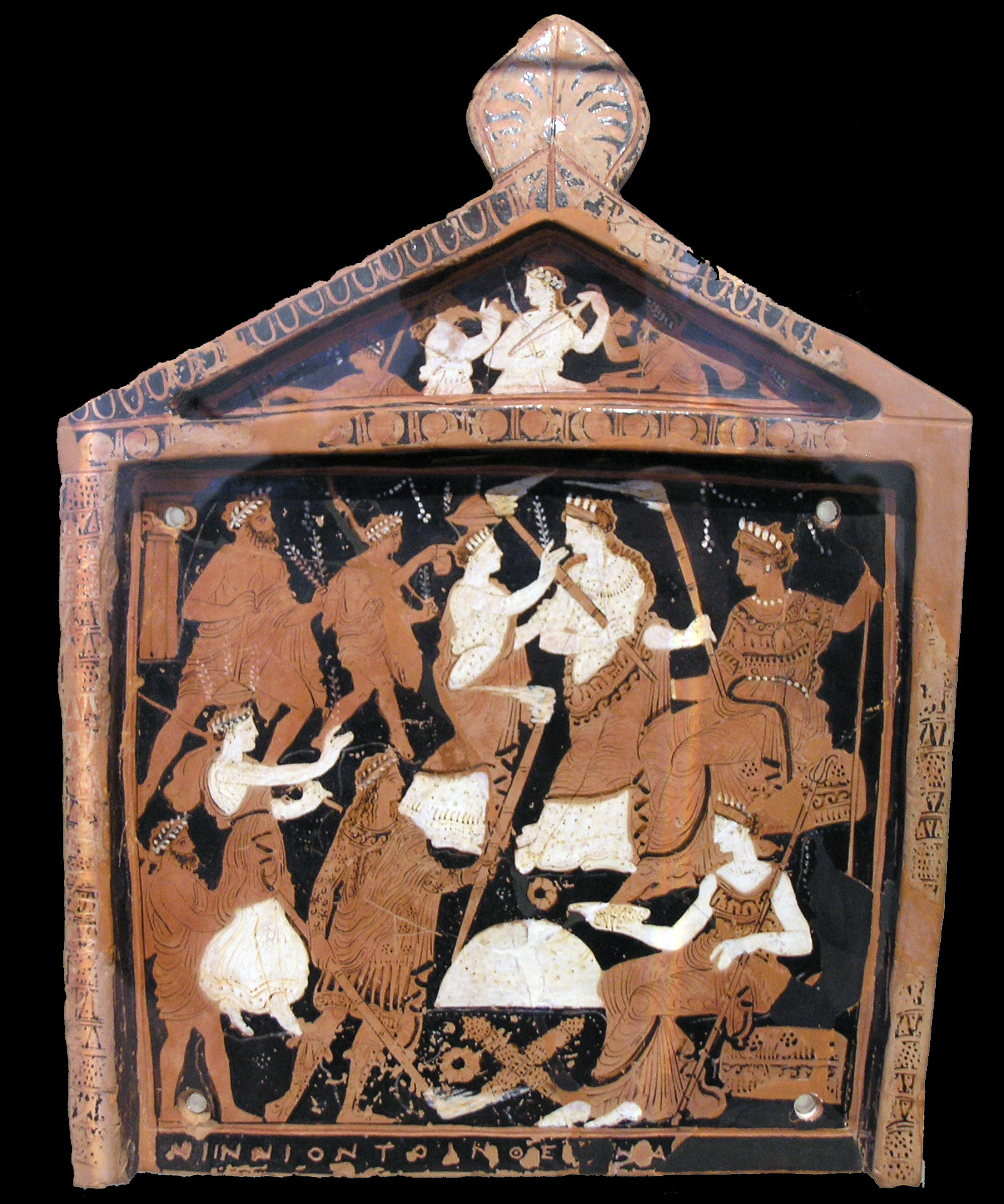
Tablilla de Ninnío.

La tablilla de Ninnío, fechada aproximadamente en 370 a. C., es una tablilla de arcilla roja en la que están representados los misterios eleusinos de la Antigua Grecia (ritos religiosos conectados a la mitología griega). Fue redescubierta en Eleusis, Ática, en 1895 y se conserva en el Museo Arqueológico Nacional de Atenas. La tablilla representa a Yaco conduciendo una procesión de iniciados en los misterios. Recibiendo al grupo están las deidades Deméter y Perséfone. Por encima de la escena principal del artefacto están varias representaciones de la Luna. La tablilla de Ninnío es la única representación original conocida de los ritos de iniciación de los misterios.